# 怪談之怪
怪談之怪（かいだんのかい）は、小説家の京極夏彦、文芸評論家の東雅夫、怪異蒐集家の中山市朗と木原浩勝の4名によって結成された会。「怪談を聞き、語り、愉しむ」ことで、怪談文化の復興を目指すことを目的に掲げている。 

## 沿革
1999年1月13日に東京根津の旅館で、メンバー4人による怪談をめぐる座談会を開く形で発足した。 以後、雑誌『ダ・ヴィンチ』を舞台に、著名人を招いての座談や、投稿怪談の添削指導などの活動をおこなう。 怪談専門誌『幽』の創刊（2004年）も、母体となったのは怪談之怪であると、『幽』編集長の東雅夫は語っている。しかし『新耳袋』のコンビ解消後は、4人が揃って登場することは無く、代わりに平山夢明、福澤徹三、加門七海といった『幽』の常連作家を加えた形での怪談イベントが開催されており、現在では事実上の発展的解消を遂げた状態にある。 

## 著作
- 怪談之怪之怪談 （メディアファクトリー 2003年 ISBN 484010848X）
- 怪談の学校 （メディアファクトリー 2006年 ISBN 4840114978）

## 主なゲスト
- 春風亭小朝
- 中島らも
- 山岸凉子
- 佐野史郎
- 山田誠二
- 岩井志麻子
- 露の五郎
- 高橋克彦
- 佐伯日菜子